# Elías Montiel
Pour les articles homonymes, voir Montiel (homonymie).
Elías Montiel, né le 7 octobre 2005 à Tula de Allende au Mexique, est un footballeur mexicain qui évolue au poste de milieu défensif au CF Pachuca.

## Biographie

### Carrière en club
Né à Tula de Allende au Mexique, Elías Montiel est formé par le CF Pachuca. Il joue son premier match en professionnel le 11 juillet 2023 face au Club León dans le championnat mexicain. Il est titularisé et son équipe est battue par quatre buts à zéro ce jour-là.
Avec Pachuca, il participe à la Coupe intercontinentale de la FIFA en 2024. Considéré comme l'un des meilleurs joueurs de la compétition, il est récompensé individuellement en obtenant le ballon de bronze, étant devancé par Federico Valverde (ballon d'argent) et Vinícius Júnior (ballon d'or).

### En sélection
Il est sélectionné avec l'équipe du Mexique des moins de 20 ans pour participer au championnat de la CONCACAF des moins de 20 ans en 2024. Lors de cette compétition organisée au Mexique, il est titulaire et capitaine. Il joue cinq matchs et son équipe remporte le tournoi en battant les États-Unis en finale par deux buts à un après prolongation.

## Palmarès
Mexique -20 ans
- Championnat de la CONCACAF des moins de 20 ans (1) :
  - Vainqueur : 2024.